# Érdy János
Érdy János, olykor Érdy-Luczenbacher János (Szob, 1796. szeptember 19. – Pest, 1871. május 9.) magyar jogász, régész, numizmatikus a Magyar Tudományos Akadémia tagja.

## Élete
Luczenbacher József és Czeczkó Mária harmadik gyermeke. Dédapja 1688 körül Belgiumból érkezett és telepedett le. A tizenegy gyermekes család korán elvesztette atyját, fenntartása ezentúl anyjára nehezült. Érdy Vácon és Esztergomban a gimnázium négy osztályát elvégezvén, nagybátyja Luczenbacher János gondnoksága alá került. 1814–1815-ben Nagyszombatban a bencés rendiek gimnáziumában a humaniorák második évét elvégezte s 1815 őszén a Bencés rend növendékei közé lépett.
1815–1816-ban mint novícius a gimnáziumi tantárgyakat ismételte a következő évben pedig a győri akadémián bölcseletet hallgatott Szeder Fábián János igazgatása, Engelhardt Anzelm bölcseleti, Czinár Mór természettani és Orray Kajetán történelem tanárok alatt. 1818. júliusában tanulmányait Győrben befejezve kilépett a rendből.
A következő ősszel jogtudományokat hallgatott a győri akadémiában. Zichy József kamarás reá bízta fiának, Jánosnak a II. bölcseleti és a jogi két éves tanfolyam alatt történő  tanítását és érte, valamint saját fiáért az akadémia igazgatójánál Fejér Györgynél a szállás és élelmezés költségeit is viselte. Ugyanazon helyen volt elszállásolva az ifjú Breczenheim Ferdinánd is, akit a magyar nyelvre tanított. A jogi tanfolyamot 1820. júliusában végezte el, de tanítványa Zichy János kedvéért, aki a II. jogi tanfolyamot 1821-ben végezte, még egy évig maradt Győrben és Fejér Györgynél. Emellett 1820. szeptember 1-jétől 1821. augusztus 15-éig volt jogtanára Beke Farkas ügyvéd. Mindemellett mint törvénygyakornok (patvarista) foglalatoskodott és a megye törvényszéki tárgyalásaira is eljárt.
1821. augusztus 19-én Pestre ment, ahol augusztus 22-én Halácsy László személynöki ítélőmester mellett királyi táblai jegyzőnek fölesküdött és szeptember 1-jén jogi doktor lett. December 22-étől Mausperger Fridrik táblai ügyvédhez szegődött, akinél 1822. november 27-éig maradt, miután december 16-án az ügyvédi vizsgát is letette. Nem készült az ügyvédségre, mert tanszékre vágyakozott és amíg jogi tanszék nem nyílt, Végh Ignác házánál Vereben nevelősködött. Emellett a család ügyvédje és gazdasági felügyelője volt.
Tanítványával egyszer-másszor Pesten, Pozsonyban, sőt Bécsben is lakott, ahol az udvari könyvtárban tanulmányozás végett gyakran megfordult. A régen óhajtott tanszéket többszöri pályázása dacára sem nyerhette el. Ezek után a jogi irodalommal szakított és a történelem búvárlására adta magát. 1832. március 9. a Magyar Tudományos Akadémia levelező és azon év szeptember 9-én rendes tagjai sorába választották. 1839. április 2-ától, midőn Vereb helységtől és a Végh családtól megvált és állandóan Pesten telepedett le, kizárólag a tudományos irodalommal foglalkozott.
1840. március 8-án az Akadémia megtette éremgyűjteményének őrévé, 300 Ft évi fizetéssel. Az akadémia akkori elnöke Teleki József gróf pedig egyúttal a Veszerle-féle éremgyűjtemény rendezésével is megbízta. József nádor 1846. március 16-án a Magyar Nemzeti Múzeum régiségtárának őrévé nevezte ki, azon meghagyással, hogy előzetes tanulmányozás végett látogasson meg néhány külföldi múzeumot. Külföldi útja során (június 27-étől) Bécsen kívül meglátogatta Prága, Drezda és Berlin múzeumait. Hazaérve szeptember 1-jén elfoglalta hivatalát és már azon év őszén ő szállította a Ludoviceumból és Budáról fensőbb rendeletnél fogva a régiségtári gyűjteményt az új múzeumi épületbe.
1846. december 29-én feleségül vette Kolecsányi Borbálát. 1847. szeptember 12-én Sopron vármegye táblabírája lett. 1848. június 18-án családi nevét Érdyre (első sikeres ásatásának helyszíne nyomán) változtatta. 1857-ben lemondott az akadémiai éremtári őrségről. 1860-ban a báró Sina Simon nagylelkű adakozásából készített új bútorokban a múzeumi éremgyűjteményt felállíthatta és a látogatók előtt megnyitotta. 1869-ben nyugalomba vonult, majd rövidesen 1871-ben meghalt.
2001-től védett, Fiumei úti sírkertben lévő sírobeliszkjének 2006-ra csak a talapzata maradt fenn, a Nemzeti Sírkert része.

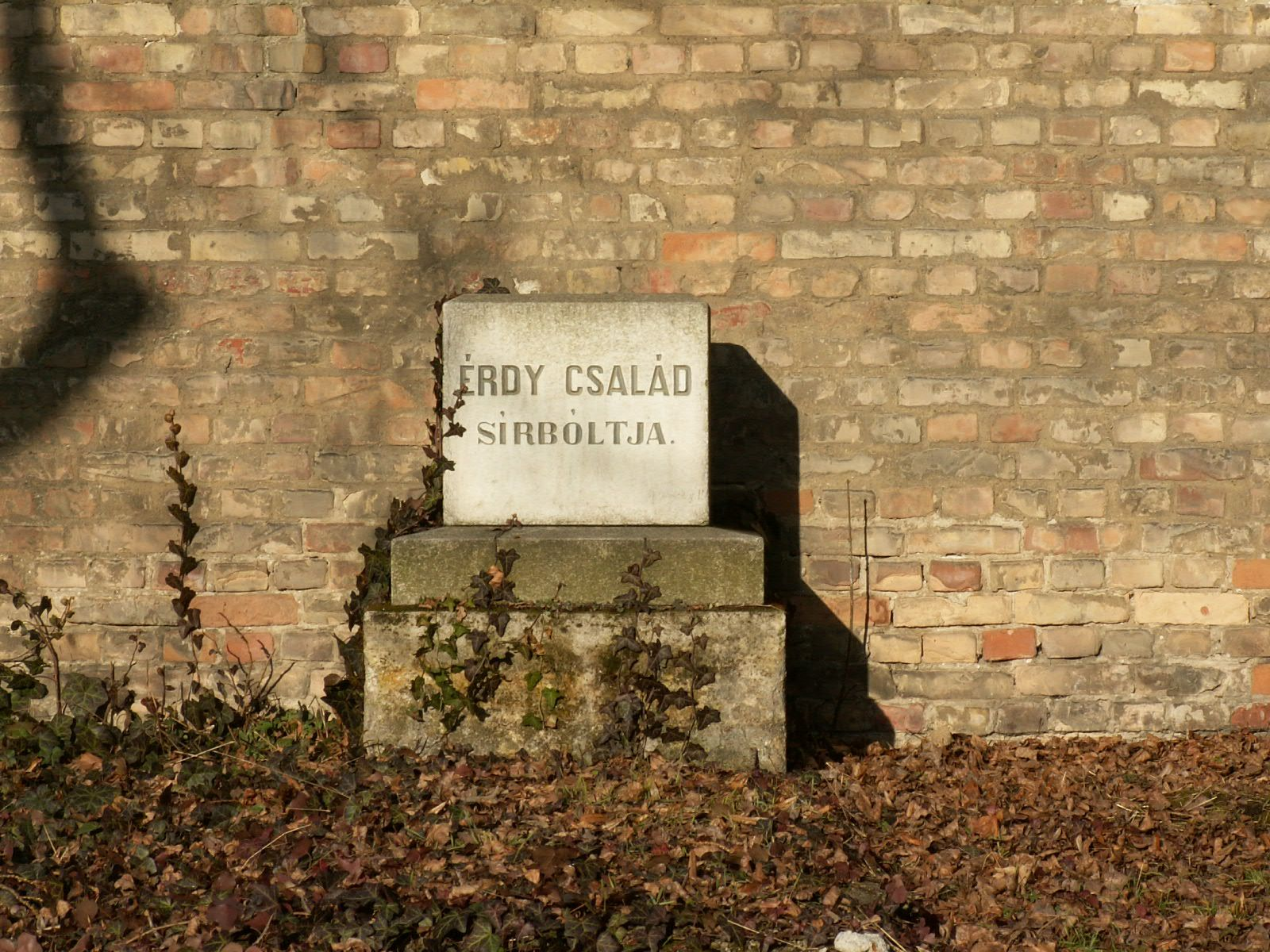
Érdy család sírja a Fiumei úti sírkertben (Bal oldali falsírboltok B-242)

## Munkái
- Propositiones ex universo jure nec non scientiis politico-cameralibus. Pestini, 1821
- Henrik portugáliai gróf magyar eredetének védelmeztetése. Uo. 1831 (egy geneal. táblával)
- Magyarország ekkorig ismeretes pénzei lerajzolva, tört. és pénztudományi kutfők után magyarázva előterjeszti Rupp Jakab. Árpádi korszak. Buda, 1841 (ezen I. kötet É. J. dolgozata)
- A szerb zsupánok, királyok és czárok pénzei. Uo. 1843 (23 rézmetszettel és egy geneal. táblával)
- Magyarországi Crouy nemzetségnek története, nemzékrende és oklevéltára. Bpest, 1848
- Szent István első magyar király életirata Hartvik regensburgi püspök szerint. A m. nemz. múzeumban őrzött frankfurti codexből átirta és fordította. Pest, 1854
- Erdélyben talált viaszos lapok. (Tabulae Ceratae…) Uo. 1858 (képekkel Magyar és latin nyelven)
- A boszna és szerb régi érmek. 63 rézmetszettel és egy kőrajztáblával. Buda, 1857 (M. t. akadémia Évkönyvei IX. 2.)
- Régiségtani közlemények. 1. A Pannonia és Dacia terén ekkorig talált becsületi bocsátványok. 2. A verebi pogány sir. Uo. 1858 (7 kőny. táblával. M. t. akadémia Évkönyvei IX. 1.)
- Erdélyben talált viaszos lapok (Tabulae Ceratae) és magyar őstörténeti vizsgálatok. Kiadta Magyari Kóssa Sámuel, Pest, 1859 (öt kőnyomattal)
- Az újonnan megbirált magyarországi Crouy nemzetség négy okiratának időszámítása. Uo. 1861
- Erdély érmei. Uo. 1862 (24 réztáblával)

Nagy Iván (az id. h.) még egy munkáját említi: Magyar biblia története a berlini k. könyvtár számára (1833), azonban könyvészeti leírását nem adhatta.
Szerkesztette a m. tud. akadémia által kiadott Tudomány Tárt 1837-től 1844 végéig, midőn a folyóirat részvéthiány miatt megszűnt.
Az Érdy-codex, terjedelemre legnagyobb codexünk, tartalom tekintetében is kiváló fontosságú nyelvemlék; az evangeliomok és epistolák mellett legendák és magyar szentek történetei is foglaltatnak benne. A codex karthausiak számára készült, irását 1527-ben fejezte be az összeállító, ki Pelbártnak műveiből is merített. 1814-ig a nagyszombati érseki papnevelő intézet könyvtáráé volt, azóta a nemzeti múzeumé. Először Érdy János ismertette (Tud. Tár 1834.) s ő róla kapta nevét. Közzétette Volf György (Nyelvemléktár IV. és V. 1876.)
Az Egyetemes Magyar Encyclopaediának is munkatársa volt.
Cikkei és értekezései a Tudományos Gyűjteményben:
- 1828 IX. Elmélkedések a természeti jogtudomány állapotjáról
- 1829 XI. Henrik portugalliai gróf eredetéről
- 1831 VIII. IX. Perger Jánostól magyarosított Verbőczi István Hármas törvénykönyvének vizsgálata)

A Közhasznú Esmeretek Tárában:
- 1833 VII. Kelet India, Magyar literatura

A Tudománytárban:
- 1834 A nagyszombati codex 1490–1527. (Szent László legendája), Hunyadi János kormányzó magyar esküje 1446., Magyar nyelv országos divata (A zsitvatoroki békekötés)
- 1837 Verebi sirkövek, Okleveles toldalék (Az országos tanács pecséteiről)
- 1838 Okl. told. (Városok pecséteiről), Kálmán győri püspök eredetéről
- 1839 Kálmán győri püspök 1396 ki czimeres pecséte, Az esztergomi érsekség pénzmestere (Pisetarius), Okl. toldalék, Literaturai különösség (Mehmed kézirata ism.), Magyar pénztudományi ritkaság (I. Geiza m. kir. pénzei)
- 1840 A legrégibb pénz, Okl. told. (Kanizsai János pecsétgyűrűje, Henrik portugali gróf eredetét érdeklő oklevelek és értekezések, Thetemy István budai biró levele, Báthory István országbiró 1489. okl. és pecséte stb.)
- 1841 Magyar pénztudományi ritkaság, Okl. told., Kiadatlan római pénzek
- 1842 Okl. told.
- 1843 A szerbek és magyarok

A M. Tud. Társ. Évkönyveiben:
- 1835 II. Zsigmond országlásának évsora, Nevezetesebb magyar, főként historiai kéziratok jegyzéke
- 1838 III. A magyarok eredeti lakó földéről Atelkuzu s azon helyről, hol sabartói asphalok laktak és a kunokról
- 1842 II. Endre király adománylevele és pecséte

A M. Akadémiai Értesítőben:
- 1841 Lukotya Mansvét lelkésznek őstörténeti leveléről jelentés
- 1844 A muszka pénzekről, Kézdi-vásárhelyi regiségekről
- 1847 Egy pénztudományi rejtély megfejtése, Budai sirkövekről, Dánországi régi sirhalmok, A tordai sphinx koholmány, Pogány magyar sirokról Érd. határában
- 1848 Runamo föliratos kőszirtről s a sukorói és pákozdi sziklacsoportokról
- 1850–51 Kis-Kun-Majsai régiségek
- 1851 Az ó-budai Kis-Czellről
- 1852 Van-e Róbert királynak szerb veretű pénze?
- 1853 A belloviczi ásatásokról
- 1854 Az aszódi pogány sirokról
- 1855 Kézai Simon és Márk krónikáira figyelmeztetés, A kelenföldi pogány sirásatásokról jelentés, Az erdélyi viaszos lapok bemutatása
- 1857 A bessenyők, nemzeti néven vasok (scythák) hires ványászok voltak, Az Erdélyben talált három levelű fenyőfa-könyvről, A magyar emlékérmekről
- 1858 Stiria mint magyar vezérség és érmei
- 1859 A bessenyő nemzet különféle neveiről, Az arany forintról általában és különösen a magyarról (a két utóbbi nem jelent meg)

A Magyarország és Erdély képekben c. vállalatban:
- 1853 III. Béla kir. és nejének Székesfehérvárott talált síremlékei
- 1854 Honunkban talált nevezetes régiségek (Ó-budai sztela, Sziszeki sirkő, Nagyváradi emlékpohár)

A Magyar Történelmi Tárban: IV.
- 1857 Liptói regestrum 1391-ből, XIII.
- 1867 Székesfehérvár érem-emlékei, XX.
- 1875 Éremtani egyveleg

Az Archeológiai Közleményekben:
- 1861 II. Kelenföldi pogány sirok, Nyitra-Ivánka területén (1860–61) kiszántott byzanti zománczok a XI. századból
- 1864 IV. Tétényi római sirok
- 1865 V. Kiadatlan magyar érmek az Árpádok korszakából Második közlemény
- 1868 VII. Archaeologiai vázlat régi tárczájából
- 1870 VIII. Hervoja spalatói herczeg és érmei, Pilini pogány sirok, Róbert Károly király 1355. évi érmelési szerződése

Az Archeológiai Közlönyben:
- 1870 Eperjes megszállási pénzei

## Emléke
- Emlékbeszéd Érdy János felett
- Érdy János Emlékérem – Székesfehérvári Szent István Bazilika és Romkert érdekében tevékenykedők tudományos, szakmai munkájának elismerésére (1998-tól)
- Szobi Érdy János Könyvtár és Információs Központ